# Medizinische Entscheidungshilfe
Unter Medizinischen Entscheidungshilfen (englisch Decision aids) versteht man Instrumente oder Interventionen, die die gemeinsame Entscheidungsfindung und die Beteiligung von medizinischen Laien an Entscheidungen zu Fragen von Gesundheit und Gesundheitsförderung, zu Krankheit und Untersuchungs- bzw. Behandlungsmöglichkeiten erleichtern sollen. Interventionen zur Entscheidungshilfe helfen den Menschen, über die Entscheidungen, denen sie gegenüberstehen, nachzudenken. Sie beschreiben, wo und warum Wahlmöglichkeiten bestehen. Und sie bieten Informationen über Behandlungsalternativen einschließlich der Möglichkeit, nichts zu unternehmen sofern dies der Gesundheit und/oder Lebensqualität förderlich ist.

## Bedeutung
Die Entscheidung für die beste medizinische Behandlung oder das beste Screening kann für medizinische Laien, insbesondere für betroffene Patienten, schwierig sein. Entscheidungshilfen können zur Anwendung kommen, wenn es mehr als eine Option gibt und keine der Optionen einen klaren Vorteil aufweist, oder wenn die betreffenden Optionen Nutzen und Schäden bergen, die von Personen jeweils unterschiedlich bewertet werden. Informationsbroschüren, Videos oder internetbasierte Anwendungen können als Entscheidungshilfen dienen. Diese klären über die Entscheidung auf, beschreiben die verfügbaren Optionen und helfen medizinischen Laien, diese unter persönlichen Standpunkten zu betrachten (z. B. wie wichtig der mögliche Nutzen und eventuelle Schäden sind).
Entscheidungshilfen behandeln vielfältige Fragestellungen zu Gesundheit und Krankheit. Charakteristischerweise enthalten sie Informationen zu Vor- und Nachteilen verfügbarer Optionen sowie Anleitungen zur individualisierten Entscheidungsfindung. Entscheidungshilfen werden einzeln oder als Komponenten strukturierter Beratung oder Schulung eingesetzt. Sie sind wesentliche Hilfen für das Shared Decision Making (SDM) und zur Förderung der Gesundheitskompetenz.
Evidenzbasierte Patienteninformationen sind wesentliche Bestandteile Medizinischer Entscheidungshilfen.

## Wirksamkeit
Entscheidungshilfen ermöglichen ein besseres Verständnis für die medizinischen Behandlungsmöglichkeiten und befähigen dazu, eigene Entscheidung bezüglich Gesundheit und Krankheit zu treffen. Durch die Ergänzung von Beratungsgesprächen zur Patientenaufklärung mit Entscheidungshilfen werden die Kenntnisse über die Risiken und Vorteile eines Verfahrens oder einer Medikation verbessert. Eine systematische Analyse der einschlägigen Forschungsergebnisse zeigte, dass Personen, denen Entscheidungshilfen zur Verfügung standen, sich kompetenter, besser informiert und in höherem Maße im Klaren bezüglich ihrer Wertvorstellungen fühlten. Des Weiteren nehmen sie möglicherweise eine aktivere Rolle im Entscheidungsfindungsprozess ein und haben eine genauere Risikowahrnehmung.

## Qualitätskriterien
Die International Patient Decision Aids Standards (IPDAS) Collaboration hat Kriterien zur Qualitätsbewertung Medizinischer Entscheidungshilfen veröffentlicht.